# Eccles, Greater Manchester
Eccles är en ort i distriktet Salford, i Storbritannien. Den ligger i grevskapet Greater Manchester och riksdelen England, i den centrala delen av landet, 260 km nordväst om huvudstaden London. Eccles ligger 32 meter över havet och antalet invånare är 37 275.
Terrängen runt Eccles är platt.Runt Eccles är det mycket tätbefolkat, med 3 369 invånare per kvadratkilometer. Närmaste större samhälle är Manchester, 6,3 km öster om Eccles. Runt Eccles är det i huvudsak tätbebyggt.